# Marco Odermatt
Marco Odermatt (8 oktober 1997) is een Zwitserse alpineskiër. Hij werd Olympisch kampioen op de reuzenslalom in Peking 2022, en wereldkampioen op zowel de afdaling en reuzenslalom (2023) als super G (2025). In 2025 had Odermatt vier algemene wereldbekers gewonnen en samen negen op de afdaling, super G en reuzenslalom. Hij is daarmee een van de succesvolste skiërs in de Wereldbeker alpineskiën.

## Carrière
Odermatt maakte zijn wereldbekerdebuut in maart 2016 in Sankt Moritz. In oktober 2016 scoorde hij in Sölden zijn eerste wereldbekerpunten. In december 2018 behaalde de Zwitser in Val d'Isère zijn eerste toptienklassering in een wereldbekerwedstrijd. Op de wereldkampioenschappen alpineskiën 2019 in Åre eindigde Odermatt als tiende op de reuzenslalom en als twaalfde op de Super G. In maart 2019 stond hij in Kranjska Gora voor de eerste maal in zijn carrière op het podium van een wereldbekerwedstrijd en op 6 december 2019 boekte de Zwitser in Beaver Creek zijn eerste wereldbekerzege. In Cortina d'Ampezzo nam Odermatt deel aan de wereldkampioenschappen alpineskiën 2021. Op dit toernooi eindigde hij als vierde op de afdaling en als elfde op zowel de Super G als de parallelslalom.
Na een tweede plaats in de eindstand van de wereldbeker alpineskiën 2020/2021 kende Odermatt zijn grote doorbraak tijdens het seizoen 2021/2022. Dankzij 7 overwinningen in wereldbekerwedstrijden was Odermatt de beste in de algemene eindstand van de wereldbeker maar ook in de eindstand van de wereldbeker in de reuzenslalom. In 2022 nam Odermatt een eerste keer deel aan de Olympische winterspelen. In Peking behaalde Odermatt de titel op de reuzenslalom. Op de Olympische afdaling eindigde hij op de 7e plaats.  Op de Wereldkampioenschappen alpineskiën van 2023 in Courchevel-Méribel skiede Odermatt naar de wereldtitel op de afdaling en de reuzenslalom. Odermatt was ook opnieuw de beste in de eindstand van de wereldbeker alpineskiën 2022/2023, mede dankzij 13 individuele zeges. In zowel 2023/2024 als 2024/2025 won Odermatt de algemene wereldbeker, en die van de afdaling, super G en reuzenslalom. In 23/24 met opnieuw dertien individuele zeges en het jaar erop met acht.

## Resultaten

### Olympische Winterspelen
| Jaar | Plaats | Resultaten                                |
| ---- | ------ | ----------------------------------------- |
| 2022 | Peking | Reuzenslalom · 7e Afdaling · DNF Super G. |

### Wereldkampioenschappen
| Jaar | Plaats             | Resultaten                                                  |
| ---- | ------------------ | ----------------------------------------------------------- |
| 2019 | Åre                | 10e Reuzenslalom 12e Super G                                |
| 2021 | Cortina d'Ampezzo  | 11e Super G 4e Afdaling DNF Reuzenslalom 11e Parallelslalom |
| 2023 | Courchevel-Méribel | Afdaling · Reuzenslalom · 4e Super G · DSQ1 Combinatie      |
| 2025 | Saalbach           | Super G · 4e Reuzenslalom · 5e Afdaling                     |

### Wereldbeker
Eindklasseringen
| Seizoen   | Algm   | AD    | RS     | SG     | AC  |
| --------- | ------ | ----- | ------ | ------ | --- |
| 2016/2017 | 114e   | –     | 41e    | –      | –   |
| 2017/2018 | 76e    | 38e   | 45e    | 34e    | –   |
| 2018/2019 | 24e    | 53e   | 8e     | 20e    | 35e |
| 2019/2020 | 17e    | 43e   | 9e     | 7e     | –   |
| 2020/2021 | Zilver | 16e   | Zilver | Zilver |     |
| 2021/2022 | Goud   | 4e    | Goud   | Zilver |     |
| 2022/2023 | Goud   | Brons | Goud   | Goud   |     |
| 2023/2024 | Goud   | Goud  | Goud   | Goud   |     |
| 2024/2025 | Goud   | Goud  | Goud   | Goud   |     |

Wereldbekerzeges
| Nr | Datum            | Plaats                     | Onderdeel    |
| -- | ---------------- | -------------------------- | ------------ |
| 01 | 6 december 2019  | Beaver Creek               | Super G      |
| 02 | 7 december 2020  | Santa Caterina di Valfurva | Reuzenslalom |
| 03 | 7 maart 2021     | Saalbach-Hinterglemm       | Super G      |
| 04 | 13 maart 2021    | Kranjska Gora              | Reuzenslalom |
| 05 | 24 oktober 2021  | Sölden                     | Reuzenslalom |
| 06 | 2 december 2021  | Beaver Creek               | Super G      |
| 07 | 11 december 2021 | Val d'Isere                | Reuzenslalom |
| 08 | 20 december 2021 | Alta Badia                 | Reuzenslalom |
| 09 | 8 januari 2022   | Adelboden                  | Reuzenslalom |
| 10 | 13 januari 2022  | Wengen                     | Super G      |
| 11 | 19 maart 2022    | Courchevel                 | Reuzenslalom |
| 12 | 23 oktober 2022  | Sölden                     | Reuzenslalom |
| 13 | 27 november 2022 | Lake Louise                | Super G      |
| 14 | 10 december 2022 | Val d'Isere                | Reuzenslalom |
| 15 | 19 december 2022 | Alta Badia                 | Reuzenslalom |
| 16 | 29 december 2022 | Bormio                     | Super G      |
| 17 | 7 januari 2023   | Adelboden                  | Reuzenslalom |
| 18 | 28 januari 2023  | Cortina d'Ampezzo          | Super G      |
| 19 | 29 januari 2023  | Cortina d'Ampezzo          | Super G      |
| 20 | 5 maart 2023     | Aspen                      | Super G      |
| 21 | 11 maart 2023    | Kranjska Gora              | Reuzenslalom |
| 22 | 12 maart 2023    | Kranjska Gora              | Reuzenslalom |
| 23 | 16 maart 2023    | Soldeu                     | Super G      |
| 24 | 18 maart 2023    | Soldeu                     | Reuzenslalom |
| 25 | 9 december 2023  | Val d'Isere                | Reuzenslalom |
| 26 | 17 december 2023 | Alta Badia                 | Reuzenslalom |
| 27 | 18 december 2023 | Alta Badia                 | Reuzenslalom |
| 28 | 29 december 2023 | Bormio                     | Super G      |
| 29 | 6 januari 2024   | Adelboden                  | Reuzenslalom |
| 30 | 11 januari 2024  | Wengen                     | Afdaling     |
| 31 | 13 januari 2024  | Wengen                     | Afdaling     |
| 32 | 23 januari 2024  | Schladming                 | Reuzenslalom |
| 33 | 28 januari 2024  | Garmisch-Partenkirchen     | Super G      |
| 34 | 10 februari 2024 | Bansko                     | Reuzenslalom |
| 35 | 24 februari 2024 | Palisades Tahoe            | Reuzenslalom |
| 36 | 1 maart 2024     | Aspen                      | Reuzenslalom |
| 37 | 2 maart 2024     | Aspen                      | Reuzenslalom |
| 38 | 7 december 2024  | Beaver Creek               | Super G      |
| 39 | 14 december 2024 | Val d'Isere                | Reuzenslalom |
| 40 | 21 december 2024 | Val Gardena                | Afdaling     |
| 41 | 22 december 2024 | Alta Badia                 | Reuzenslalom |
| 42 | 12 januari 2025  | Adelboden                  | Reuzenslalom |
| 43 | 18 januari 2025  | Wengen                     | Afdaling     |
| 44 | 24 januari 2025  | Kitzbühel                  | Super G      |
| 45 | 23 februari 2025 | Crans-Montana              | Super G      |